# ته‌یان
کیم ته‌یان (زادهٔ ۹ مارس، ۱۹۸۹) که بیشتر با نام هنری «ته‌یان» شناخته می‌شود، خوانندهٔ اهل کره جنوبی است. او رهبر گروه گرلز جنریشن و همچنین یک خوانندهٔ تک‌خوان بسیار موفق است. او اولین آیدل عضو گروه های دختر است که تور جهانی به صورت انفرادی برگزار می کند.
ته‌یان در دوران مدرسه زیر نظر «آکادمی استارلایت» که متعلق به اس.ام. بود، آموزش دید و بعد از آن و در سال ۲۰۰۷ به عنوان یکی از اعضای گروه گرلز جنریشن وارد صحنهٔ موسیقی کره شد. رفته رفته ته‌یان به واسطهٔ محبوبیت «گرلز جنریشن» در صحنهٔ موسیقی آسیا و جهان مطرح شد. پس مدتی او به شرکت در پروژه‌های گرلز جنریشن-تی‌تی‌اس، گرلز جنریشن-اوه!جی‌جی و اس. ام. بالاد از کمپانیِ خود پرداخت. جدا از فعالیت‌های گروهی، ته‌یان تعداد زیادی ترانه برای سریال‌ها و فیلم‌های سینمایی ضبط کرده‌است.
ته‌یان فعالیت انفرادی خود را در سال ۲۰۱۵ و با انتشار آلبوم چند آهنگه «من» آغاز کرد. این آلبوم در رتبه دوم در فهرست آلبوم‌های گائون کره جنوبی قرار گرفت و تک‌آهنگ اصلی آن بیش از دو میلیون نسخه دیجیتال فروخته شد. دومین آلبوم چند آهنگهٔ او در سال ۲۰۱۶ منتشر شد. این آلبوم که «چرا» نام داشت در صدر فهرست آلبوم‌های گائون قرار گرفت و دو آهنگ اصلی آن به نام‌های نور ستاره و چرا در جایگاه‌های اول و دوم تک آهنگ‌های برتر گائون قرار گرفتند. اولین آلبوم کامل او به نام «صدای من» (۲۰۱۷) و دو آهنگ اصلی آن به نام‌های خوب و کاری کن عاشقت بشم نیز به موفقیت‌های مشابه‌ای دست یافتند.
به عنوان رهبر گرلز جنریشن و یک خوانندهٔ تک‌خوان موفق، ته‌یان به عنوان یک شخصیت برجستهٔ کره جنوبی شناخته شده‌است. او تاکنون جوایز زیادی دریافت کرده‌است. این جوایز عبارتند از پنج گلدن دیسک آواردز، دو ام‌ای‌ام‌ای، دو سئول میوزیک آواردز، دو اس‌دی‌ای، یک جایزهٔ منتخبین بیست سالهٔ ام‌نت، یک ملون میوزیک آواردز، یک سای‌ورلد دیجیتال میوزیک آواردز و دو گائون میوزیک آواردز.

## زندگی و حرفه

### ۱۹۸۹–۲۰۰۸: اوایل زندگی و شروع کار
ته‌یان در تاریخ ۹ مارس، ۱۹۸۹ در جئون‌جو در کره جنوبی متولد شد. خانواده او شامل پدر و مادرش، یک برادر بزرگتر و یک خواهر کوچکتر است. با باور به اینکه او «فقط» در خوانندگی استعداد دارد، ته‌یان از کودکی رؤیای خوانندگی را در سر داشت. در دومین سال راهنمایی، ته‌یان با پدرش به آکادمی اس.ام. رفت تا درس خوانندگی را دنبال کند. پدرش تمایلی به اینکه دخترش یک هنرمند سرگرمی باشد نداشت، اما تحت تأثیر تشویق‌های مدیر مدرسهٔ ته‌یان که متوجهٔ صدای «صاف» او شده بود، تصمیم گرفت به دخترش شانسی دهد. پس از آن، ته‌یان به همراه پدرش هر یکشنبه به سئول می‌رفت تا درس خوانندگی را از جئونگ سون‌وون دریافت کند. ته‌یان از بریتنی اسپیرز، بوآ و هیکارو اوتادا به عنوان منابع الهامش قبل از شروع به کار خوانندگی یاد می‌کند.
ته‌یان توسط مربی آواز سابق خود، که به‌طور حرفه ای به عنوان «The One» شناخته می‌شود، به مدت سه سال آموزش دید. در یک مصاحبه در سال ۲۰۱۱، او ته‌یان را «دانش آموزی هوشمند» توصیف کرد که «برخلاف دیگران که با آرزوی مشهور شدن نزد او می‌آمدند، ته‌یان می‌خواست یک خواننده باشد و با استعدادهای خود به بالاترین درجات برسد.» جئونگ در سال ۲۰۰۴ جهت به رسمیت شناختن استعداد ته‌یان، با او در آهنگ «تو به من شادی می‌بخشی» همکاری کرد. در همان سال، او جایگاه اول را در «رقابت بهترین جوانان اس.ام.» کسب کرد و قراردادی را با اس.ام. انترتینمنت امضا کرد. فرایند آموزشی در کمپانی آنقدر دشوار بود که تقریبا ته‌یان تصمیم به انصراف گرفت. با این حال او ادامه داد و در اوت سال ۲۰۰۷ به عنوان عضو گروه گرلز جنریشن وارد صنعت موسیقی شد. این گروه پس از انتشار تک آهنگ «وای» در سال ۲۰۰۹، محبوبیت چشمگیری پیدا کرد. ته‌یان از دبیرستان هنر جئونجو فارغ‌التحصیل شد و مدرک افتخاری «یک عمر دستآورد» را در سال ۲۰۰۸ از این دبیرستان دریافت کرد.

### ۲۰۰۸–۲۰۱۵: موسیقی متن، تی‌تی‌اس و اس.ام. بالاد
ته‌یئون در سال ۲۰۰۷ با همراهی کانگتا، ترانه‌ای به نام «۷۹۸۹» را ضبط کرد. این ترانه در اولین آلبوم گرلز جنریشن منتشر شد. در سال ۲۰۰۸ بار دیگر در چهارمین آلبوم کانگتا به نام «ابدیت» منتشر گردید. بعد از آن، ته‌یان بخاطر ترانه‌هایی که برای سریال‌ها ضبط می‌کرد، محبوب شد؛ برای مثال ترانهٔ «اگر» که برای سریال قهرمان (۲۰۰۸) از شبکهٔ کی‌بی‌اس۲ خوانده شد، توانست جایزهٔ بهترین موسیقی متن را از جشنوارهٔ ماما دریافت کند. مجموعه قهرمان از شبکه‌های مختلف استانی سیمای جمهوری اسلامی ایران در زمستان ۱۳۹۲ پخش شد و از ۲۵ تیر ۱۳۹۴ پخش این مجموعه از شبکه نمایش آغاز شد. همچنین ترانهٔ «صدامو می‌شنوی؟» که برای سریال ویروس بتهوون (۲۰۰۹) از شبکهٔ ام‌بی‌سی ضبط شد، جایزهٔ محبوبیت را از جشنوارهٔ دیسک طلایی دریافت کرد. ترانهٔ «اگر» حتی از خود سریال هم محبوب‌تر شد. این دو ترانه هنوز هم جزو شناخته شده‌ترین ترانه‌های ته‌یان است. در همان دوره، ته‌یان همچنین ترانهٔ «این عشقه» را با همخوانی سانی، عضو دیگر گرلز جنریشن، برای سریال به سوی زمین (۲۰۰۹) ضبط کرد.